# ینگیبار ینگیباروف
ینگیبار ینگیباروف (انگلیسی: Engibar Engibarov؛ زادهٔ ۵ سپتامبر ۱۹۷۱ در وارنا) بازیکن فوتبال در پست مدافع ارمنی‌تبار اهل بلغارستان است.

## باشگاهی
از باشگاه‌هایی که در آن بازی کرده‌است می‌توان به باشگاه فوتبال زسکا صوفیه، باشگاه فوتبال بوتو پلوودیو، باشگاه فوتبال بوخوم، و باشگاه فوتبال گروتر فورث اشاره کرد.

## تیم ملی
وی همچنین در تیم ملی فوتبال بلغارستان بازی کرده‌است.